# Dobrava pri Kostanjevici
Dobrava pri Kostanjevici este o localitate din comuna Kostanjevica na Krki, Slovenia, cu o populație de 36 de locuitori.